# Lavaurette
Lavaurette é uma comuna francesa na região administrativa de Occitânia, no departamento de Tarn-et-Garonne. Estende-se por uma área de 13,63 km². Em 2010 a comuna tinha 230 habitantes (densidade: 16,9 hab./km²).